# Dominika Golec
Dominika Golec z d. Koczorowska (ur. 2 maja 1983 w Koszalinie) – polska siatkarka grająca na pozycji środkowej, reprezentantka kraju. W sezonie 2013/2014 broniła barw klubu KS Murowana Goślina. Pod koniec października, po rozegraniu kilku meczów zawodniczka ogłosiła zakończenie kariery.
Była w szerokiej kadrze Polski za czasów trenerów Andrzeja Niemczyka i Marco Bonitty. Z reprezentacją B zdobyła trzy medale na Letnich Uniwersjadach: złoty w  2007 roku w Bangkoku, srebrny w  2005 roku w Izmirze oraz brązowy w  2009 roku w Belgradzie.

## Kluby
| Klub                                 | Lata gry  |
| ------------------------------------ | --------- |
| UKS Zielone Wzgórza Murowana Goślina |           |
| AZS AWF Poznań                       |           |
| Pronar Zeto Astwa AZS Białystok      | 2006−2009 |
| Organika Budowlani Łódź              | 2009−2010 |
| KPSK Stal Mielec                     | 2010−2011 |
| Budowlani Łódź                       | 2011−2013 |
| KS Murowana Goślina                  | 2013      |

## Osiągnięcia

### Reprezentacyjne
- 2005 −  srebrny medal zdobyty podczas Letniej Uniwersjady w Izmirze
- 2007 −  złoty medal zdobyty podczas Letniej Uniwersjady w Bangkoku
- 2009 −  brązowy medal zdobyty podczas Letniej Uniwersjady w Belgradzie

### Klubowe
- 2003 −  wicemistrzostwo Polski z Danterem AZS AWF Poznań
- 2010 −  Puchar Polski z Organiką Budowlanymi Łódź